# Мухаремович, Джелалудин
Джелалудин Мухаремович (босн. Dželaludin Muharemović; 23 марта 1970, Сараево, СФРЮ) — боснийский футболист, тренер, бывший спортивный директор в «Железничаре».

## Игровая карьера
В детстве играл за «Железничар» и считался одним из самых перспективных игроков клуба. Когда он достиг основного состава, Мухаремовича отправили в аренду в УНИС. В 1992 году в Боснии произошла война, и вся футбольная активность была приостановлена. Однако в 1994 году «Железничар» был воссоздан, и Мухаремович принял участие в первом чемпионате Боснии и Герцеговины. После этого он перебрался в хорватский НК Загреб, а через год вернулся в «Железничар». За 10 сезонов сыграл более 300 официальных игр и забил 127 голов.
Зимой 2001 года перешёл в российский клуб «Волгарь-Газпром» Астрахань. Мухаремович пробыл в команде меньше года и вновь вернулся в «Железничар». Весной 2005 он объявил о завершении карьеры.
Дебютировал в национальной команде 22 февраля 1997 в игре против Вьетнама.

## Тренерская карьера
После завершения карьеры он получил предложение от владельца «Железничара» стать спортивным директором команды. После того, как главный тренер команды Ненад Старовлах был уволен в сентябре 2006, Мухаремович был назначен тренером до конца года. В 2015 году пять матчей тренировал боснийский клуб «Вележ», после чего перебрался работать в Китай.